# Hoang Mai
Pour les articles homonymes, voir Hoang.
Hoang Mai est un notaire et homme politique canadien. Il a été député de la circonscription de Brossard—La Prairie à la Chambre des communes du Canada de 2011 à 2015, sous la bannière du Nouveau Parti démocratique.

## Biographie
Né à Montréal en 1973 de parents vietnamiens, Hoang Mai a grandi à Brossard, où sa famille a rapidement mis en priorité son intégration dans un milieu francophone.
Il a fait des études en sciences pures et en sciences économiques avant de compléter son baccalauréat en droit et une maîtrise en droit international privé avec option notariat à l’Université de Montréal. Il a ensuite perfectionné sa formation en droit international à La Haye. En 1998, il s'est joint à un cabinet d’avocats international; ce poste l’a amené à travailler au Vietnam, à Singapour et à Hong Kong avant de revenir à Montréal en 2001. Depuis 2002, il a choisi d'être notaire autonome.
Passionné de sports, il joue régulièrement au hockey sur glace. Il a entraîné bénévolement des jeunes au soccer sur la Rive-Sud de Montréal et a enseigné la plongée sous-marine.

## Carrière politique
Aux élections fédérales de 2008, Hoang a été le candidat du NPD dans Brossard—La Prairie. De 2008 à 2010, il a occupé le poste de trésorier de la section Québec du NPD et a mis sur pied la Commission des communautés culturelles de la section dont il a aussi été vice-président des communications.
Aux élections de mai 2011, Hoang Mai est élu dans Brossard—La Prairie, défaisant la députée libérale sortante Alexandra Mendès.  Le 26 mai 2011, il est nommé porte-parole de l'opposition officielle pour le revenu national et a été élu premier vice-président du comité permanent des finances de la Chambre des communes. Notons que durant son mandat, il est révélé qu'il avait une entente avec Revenu Québec pour payer ses impôts. En août 2013, il est nommé porte-parole adjoint en matière de transport et membre du Comité permanent des transports, de l'infrastructure et des collectivités. En mars 2014, il est nommé porte-parole en matière de transport et siège comme vice-président du comité.
Il a été membre des associations parlementaires Canada-Vietnam et Canada-Chine.
Aux élections d'octobre 2015, il a été défait dans la nouvelle circonscription de Brossard—Saint-Lambert par la libérale Alexandra Mendès, la même qu'il avait défait quatre ans plus tôt.